# Metacatharsius imitator
Metacatharsius imitator là một loài bọ cánh cứng trong họ Bọ hung (Scarabaeidae).